# Arthroschista hilaralis
Arthroschista hilaralis là một loài bướm đêm trong họ Crambidae.